# Cantó de Sant Mandrier
El cantó de Sant Mandrier de Mar és un cantó francès del departament de la Var, situat al districte de Toló. Compta amb dos municipis i el cap és Sant Mandrier de Mar.

## Municipis
- La Sanha (part)
- Sant Mandrier de Mar

## Història
| Data d'elecció                           | Identitat      | Partit           | Qualitat |
| ---------------------------------------- | -------------- | ---------------- | -------- |
| 1973-2008                                | Arthur Paecht  | UDF, després UMP |          |
| 2008-                                    | Gilles Vincent | UMP              |          |
| les dades anteriors no són pas conegudes |                |                  |          |
|                                          |                |                  |          |

| 1962 | 1968 | 1975 | 1982 | 1990   | 1999   | 2006   |
| ---- | ---- | ---- | ---- | ------ | ------ | ------ |
| -    | -    | -    | -    | 26.499 | 28.394 | 28.900 |